# 白佛桥站
白佛桥站是成都地铁17号线的一座地下车站，于2020年12月18日启用。车站位于武侯区机投桥街道金花桥街道交界处永康路金川路口。
本站因位于机投桥街道白佛村，附近有白佛桥得名，正式命名前曾使用工程名为“永康森林公园站”。

## 车站结构
本站为地下二层岛式车站。
| 地面                             | ·    | 出口A/F/G |
| 地下一层                         | 站厅 | 自助购票 客服中心 |
| 地下二层                         | 站台 | \| \| \| 17号线往九江北（终点站） \| \| 島式 · 開左邊车门 · 无障碍卫生间 \| \| \| \| \| \| 17号线往机投桥（终点站） \| |
|                                  |      | 17号线往九江北（终点站）                                                                                               |
| 島式 · 開左邊车门 · 无障碍卫生间 |      | |
|                                  |      | 17号线往机投桥（终点站）                                                                                               |

## 出入口
本站目前开放3个出入口。
|          |                         |                          |      |
| 编号     | 设施                    | 指示                     | 照片 |
|          | 无障碍电梯              | 金川路、永康路、金兴北路 |      |
| 出口 · F |                         | 金川路、永康路、川半路   |      |
| 出口 · G | 无障碍电梯 无障碍卫生间 | 永康路、金川路、永康大道 |      |

## 历史
- 2019年4月25日，车站主体结构封顶。[3]
- 2020年12月18日，作为17号线车站启用。
- 2023年9月22日，17号线与19号线拆分，车站编号由1708改为1720。